# Diocese de Hong Kong
A Diocese de Hong Kong (Diœcesis Sciiamchiamensis, 香港) é uma circunscrição eclesiástica da Igreja Católica em Hong Kong, que foi até 1 de Julho de 1997 uma antiga colónia britânica na China. Foi eregida em 22 de abril de 1841, como prefeitura apostólica de Hong Kong, sufragânea da Diocese de Macau. Em 1874, tornou-se num vicariato apostólico independente. Em 11 de abril de 1946, foi elevada a diocese. Seu atual Bispo é Stephen Chow Sau-yan, S.J..
Sua Sé é a Catedral da Imaculada Conceição de Hong Kong. Em 2006, possui 52 paróquias e 283 sacerdotes. Tal como a Diocese de Macau, não é controlada pela Associação Patriótica Católica Chinesa.

## História
Em 22 de abril de 1841, o Papa Gregório XVI erigiu uma Prefeitura Apostólica que incluiu Hong Kong e os seus arredores até seis léguas independente da Diocese de Macau, mas sob a autoridade do Bispo de Macau, com o objetivo principal de dar assistência espiritual aos soldados britânicos católicos alocados em Hong Kong, principalmente àqueles que eram oriundos da Irlanda.
Theodore Joset, um padre suíço, tornou-se no primeiro prefeito apostólico de Hong Kong. Em 1842, o missionário italiano Antonio Feliciani tornou-se Prefeito Apostólico de Hong Kong, no mesmo ano começou a construção da Catedral da Imaculada Conceição, aberta para adoração no ano seguinte.
Em 1874 Hong Kong tornou-se um vicariato apostólico, que foi confiada a Timoleone Raimondi, P.I.M.E., até 1894, que chefiou esta circunscrição eclesiástica desde 1868 como prefeito apostólico. Enrico Valtorta, P.I.M.E, a partir de 11 de abril de 1946, tornou-se no primeiro bispo de Hong Kong, com a sua transformação em Diocese.
A diocese foi visitada pelo Papa Paulo VI em 1970.

## Prelados
| #                           | Nome                                  | Período   | Notas                      |
| Bispos                      | Bispos                                | Bispos    | Bispos                     |
| --------------------------- | ------------------------------------- | --------- | -------------------------- |
| 9º                          | Stephen Cardeal Chow Sau-yan, S.J.    | 2021-     | Atual                      |
| 8º                          | Michael Yeung Ming-cheung             | 2017-2019 |                            |
| 7º                          | John Cardeal Tong Hon                 | 2009-2017 | Bispo emérito              |
| 6º                          | Joseph Cardeal Zen Ze-kiu, S.D.B.     | 2002-2009 | Bispo emérito              |
| 5º                          | John Baptist Cardeal Wu Cheng-chung   | 1975-2002 |                            |
| 4º                          | Peter Wang Kei Lei                    | 1973-1974 |                            |
| 3º                          | Francis Xavier Hsu Chen-Ping          | 1968-1973 |                            |
| 2º                          | Lorenzo Bianchi, P.I.M.E.             | 1951-1968 |                            |
| 1º                          | Enrico Pascal Valtorta, P.I.M.E.      | 1946-1951 |                            |
| Bispos coadjutores          |                                       |           |                            |
|                             | Michael Yeung Ming-cheung             | 2016-2017 |                            |
|                             | Joseph Zen Ze-kiun, S.D.B.            | 1996-2002 |                            |
|                             | Lorenzo Bianchi, P.I.M.E.             | 1949-1951 |                            |
| Bispos auxiliares           |                                       |           |                            |
|                             | Joseph Ha Chi-shing, O.F.M.           | 2014-     | Atual                      |
|                             | Stephen Lee Bun Sang                  | 2014-2016 | Nomeado Bispo de Macau     |
|                             | Michael Yeung Ming-cheung             | 2014-2016 | Elevado a Bispo coadjutor  |
|                             | Peter Wang Kei Lei                    | 1971-1973 | Elevado a Bispo            |
|                             | Francis Xavier Hsu Chen-Ping          | 1967-1969 | Elevado a Bispo            |
| Vigários apostólicos        |                                       |           |                            |
| 4º                          | Enrico Pascal Valtorta, P.I.M.E.      | 1926-1946 | Nomeado bispo diocesano    |
| 3º                          | Domenico Pozzoni, P.I.M.E.            | 1905-1924 |                            |
| 2º                          | Louis Marie Piazzoli, P.I.M.E.        | 1895-1904 |                            |
| 1°                          | Giovanni Timoleone Raimondi, P.I.M.E. | 1874-1894 |                            |
| Prefeitos apostólicos       |                                       |           |                            |
| 4º                          | Giovanni Timoleone Raimondi, P.I.M.E. | 1868-1874 | Nomeado Vigário apostólico |
| 3º                          | Luigi Ambrosi                         | 1855-1867 |                            |
| 2º                          | Antonio Feliciani, O.F.M.             | 1850-1855 |                            |
| 1º                          | Theodor Joset                         | 1841-1842 |                            |
| Administradores Apostólicos |                                       |           |                            |
|                             | John Tong Hon                         | 2019-2021 | Bispo-emérito da mesma     |
|                             | Francis Xavier Hsu Chen-Ping          | 1968-1969 | Bispo-auxiliar da mesma    |